# Navalcarnero
Navalcarnero est une commune de la communauté de Madrid, en Espagne.

## Médias
La commune est le lieu de tournage de la série télévisée Bandolera.